# Michael Neander (Mathematiker)
Michael Neander, (auch: Neumann; * 3. April 1529 in Joachimsthal; † 23. Oktober 1581 in Jena) war ein deutscher Mathematiker, Philologe und Mediziner.

## Leben
Neander besuchte die Lateinschule in seiner Vaterstadt, wo Johannes Mathesius als Pastor der Gemeinde die Aufsicht über die Schule übernommen hatte und an der so bedeutende Persönlichkeiten wie Kaspar Eberhard, Johann Praetorius oder Nikolaus Herman ihre Spuren hinterlassen hatten. Am 12. Mai 1548 trug er sich in die Matrikel der Universität Wittenberg ein; in jener Zeit erlebte er den Schmalkaldischen Krieg, der zum weitgehenden Stillstand des Lehrbetriebs an der Wittenberger Hochschule führte. Nach der Wittenberger Kapitulation kehrte jedoch unter Philipp Melanchthons Führung ein großer Teil des Lehrpersonals wieder nach Wittenberg zurück, so dass die Hochschule erneut belebt wurde.
Zu jener Zeit lehrte dort Veit Winsheim die griechische Sprache und Literatur, Theodor Fabricius die hebräische Sprache, niedere Mathematik wurde von Johannes Aurifaber (Vratislaviensis) unterrichtet und die höhere Mathematik von Erasmus Reinhold. Unter Reinholds Dekanat hatte er am 6. Oktober 1549 das Baccalaureat und unter dem Dekanat von Paul Eber am 14. August 1550 den akademischen Grad eines Magisters der philosophischen Wissenschaften erlangt. Nachdem er am 18. Oktober 1551 in den Senat der philosophischen Fakultät rezipiert worden war, ging er an die Hohe Schule in Jena, wo ihm die Professur für Mathematik und griechische Sprachen übertragen wurde.
In Jena studierte er neben seinen Lehraufgaben Medizin, war dann mit der Gründung der Universität Jena auch Professor des mathematischen und griechischen Lehrstuhls und promovierte als einer der Ersten am 22. August 1558 an der neu gegründeten Universität Jena, mit einer Disputation „De thermis“ über die warmen Bäder, zum Doktor der Medizin. 1560 wurde er Professor an der medizinischen Fakultät, was er bis zu seinem Lebensende blieb. Neander hatte auch organisatorische Aufgaben an der Jenaer Hochschule übernommen und war in den Wintersemestern 1560, 1566 und im Sommersemester 1576 Rektor der Alma Mater. Neander hatte sich vor allem auf dem mathematischen Gebiet der Astrologie Verdienste erworben. Daher ist nach ihm der Neanderkrater auf dem Mond benannt.
Er war verheiratet mit Katharina, der Tochter des Amtschössers in Wachsenburg und Ichtershausen Paul Mühlpfort. Aus dieser Ehe sind die Töchter Euphrosina Neander (* 12. März 1576 in Jena; † 26. Januar 1628 ebd., verh. 27. April 1607 mit Prof. der Rechte in Jena Virgilius Pingitzer (1541–1619)) und Katharina (* September 1558 in Jena; † 25. Januar 1596 in Eisleben, verh. 25. November 1577 mit Mag. Melchior Herlitz) bekannt.

## Werkauswahl
- ΣΥΝΟΨΙΣ mensurarum et ponderum, ponderationisque mensurabilium secundum Romanos, Athenienses … Accesserunt etiam quae apud Galenum hactenus extabant de ponderum et mensurarum ratione … Basel 1555
- Methodorum in omni genere artium brevis et succincta ὑφήγησις. Basel, 1556
- Elementa sphaericae doctrinae seu de primo motu: in usum studiosae iuventutis methodice et perspicue conscripta e Michaele Neandro ex valle Joachimica. Accessit praecipua computi astronomici materia, ubi temporis pleraeque differentiae explicantur. Oporinus, Basel 1561. (Digitalisat)